# Kunstenaars Ontwikkel Platform
Het Kunstenaars Ontwikkel Platform (KOP) in Breda is een dynamisch platform dat zich richt op de talentontwikkeling van beginnende professionele autonome beeldende makers in een opdrachtenpraktijk. Met een focus op de eerste vijf jaar na afstuderen, biedt KOP begeleiding, opdrachten en kennis om makers te ondersteunen in hun doorontwikkeling en professionalisering. De stichting werd opgericht in 2004 door alumni van St.Joost School of Art & Design in Breda. 
Door samenwerkingen met culturele organisaties, overheid, onderwijs en bedrijven streeft KOP naar het behouden van talent, met als doel een gunstige omgeving te creëren voor de nieuwe generatie makers in Breda, Brabant en Beyond. De visie van KOP omvat het belang van (ondernemers)vaardigheden voor artistieke groei en het stimuleren van samenwerkingen in de publieke ruimte. 
KOP wil een breed publiek bereiken door het presenteren van kunst en het organiseren van activiteiten in de openbare ruimte. De stichting organiseert jaarlijks een speeddate voor programmamakers en kunstenaars uit het hele land, initieert tijdelijke kunstexposities in de openbare ruimte van Breda, is partner van de Brabantse Talenthub Design to Market, biedt een begeleidingsprogramma voor jonge kunstenaars als partner van Bosch Parade in 's-Hertogenbosch en experimenteert in samenwerkingen met andere disciplines (theater, muziek) en andere sectoren (waaronder onderwijs en bedrijfsleven). Bekijk voor het actuele programma de agenda op de website van KOP. 